# Century Media Records
Century Media Records er et uafhængig metal-pladeselskab som har kontorer i USA, Brasilien og hovedkvarter i Tyskland, Australien, Frankrig, Italien, Sverige og Storbritannien.
Century Media blev grundlagt i Dortmund af Robert Kampf og Oliver Withöft i 1988 og har startet karriere for berømte metalbands som Nevermore, Blind Guardian, Cryptopsy, Iced Earth, Lacuna Coil, og Shadows Fall.
Pladeselskabet specialiserer sig i power metal, dødsmetal og black metal såvel som undergenrerne dertil.